# Pădureni (gmina Izvoru Berheciului)
Pădureni – wieś w Rumunii, w okręgu Bacău, w gminie Izvoru Berheciului. W 2011 roku liczyła 233 mieszkańców.